# Thylacinus potens
Thylacinus potens — вид вимерлих сумчастих ссавців родини Тилацинових (Thylacinidae), що жив від пізньому міоцені. етимологія: «грец. thylakos» — «сумка», грец. kynos — «пес». Т. potens є одним з найчастіше згадуваних викопних видів у своїй родині. Видове ім'я «Thylacinus potens» означає «могутній тилацин» і це найвідоміший вид у своїй родині, він був дещо масивнішим ніж T. cynocephalus. Структура смуг зображена на малюнку є чисто здогадкою, як і інші викопні види він відомий лише з кісток. Рештки цього 4-6 млн річного попередника T. cynocephalus відомі тільки з однієї місцевості пізнього міоцену біля Еліс-Спрінгс, Північна територія. Голотипом є погано збережена морда, включаючи піднебіння й пошкоджені зуби.